# آدریانا آلبینی
آدریانا آلبینی (انگلیسی: Adriana Albini؛ زادهٔ ۲ سپتامبر ۱۹۵۵) پژوهشگر، و شیمی‌دان اهل ایتالیا است.
وی همچنین برندهٔ جوایزی همچون ۱۰۰ زن بی‌بی‌سی شده‌است.